# 尼爾·喬丹
尼爾·喬丹（英語：Neil Jordan，1950年2月25日—），愛爾蘭導演與編劇，曾經憑《亂世浮生》獲得奧斯卡最佳原著劇本獎。

## 作品列表
- 《憤怒天使（英语：Angel (1982 Irish film)）》（1982）
- 《狼之一族（英语：The Company of Wolves）》（1984）
- 《蒙娜麗莎（英语：Mona Lisa (film)）》（1986）
- 《興高采烈（英语：High Spirits (film)）》（1988）
- 《我们不是天使》（1989）
- 《奇蹟（英语：The Miracle (1991 film)）》（1991）
- 《哭泣游戏》（1992）
- 《夜访吸血鬼》（1994）
- 《豪情本色》（1996）
- 《屠夫男孩（英语：The Butcher Boy (1997 film)）》（1997）
- 《超異能夢魘（英语：In Dreams (film)）》（1999）
- 《愛情的盡頭（英语：The End of the Affair (1999 film)）》（1999）
- 《银幕上的贝克特（英语：Beckett on Film）》（2000）
  - 章節：〈不是我〉（Not I）
- 《寶刀未老（英语：The Good Thief (film)）》（2002）
- 《冥王星早餐（英语：Breakfast on Pluto (film)）》（2005）
- 《勇敢復仇人》（2007）
- 《情陷美人魚（英语：Ondine (film)）》（2009）
- 《血染拜占庭（英语：Byzantium (film)）》（2012）
- 《侵密室友》（2018）
- 《馬羅》（2022）[1]

## 延伸閱讀
- Nolan, Val, Neil Jordan: Works for the Page (Cork: Cork University Press, 2022).
- Pramaggiore, Maria, Neil Jordan (Urbana and Chicago: University of Illinois Press, 2008).
- Rockett, Emer and Rockett, Kevin, Neil Jordan: Exploring Boundaries (Dublin: Liffey Press, 2003).
- Zucker, Carole, The Cinema of Neil Jordan: Dark Carnival (London: Wallflower Press, 2008)
- Zucker, Carole (ed.), Neil Jordan Interviews (Jackson, MS: University Press of Mississippi, 2013)

## 外部連結
- 官方網站
- 尼爾·喬丹在互联网电影资料库（IMDb）上的資料（英文）
- 尼爾·喬丹 在英國電影協會的Screenonline
- Neil Jordan "Breakfast On Pluto" （页面存档备份，存于） Interview